# Geely Borui
La Geely Borui (chinois : 吉利 博瑞 ; pinyin : Jílì Bóruì) est un véhicule du constructeur automobile chinois Geely vendue depuis avril 2015.
Il s'agit de la version de série du concept-car Geely Emgrand KC présenté au salon automobile de Shanghai en avril 2013.

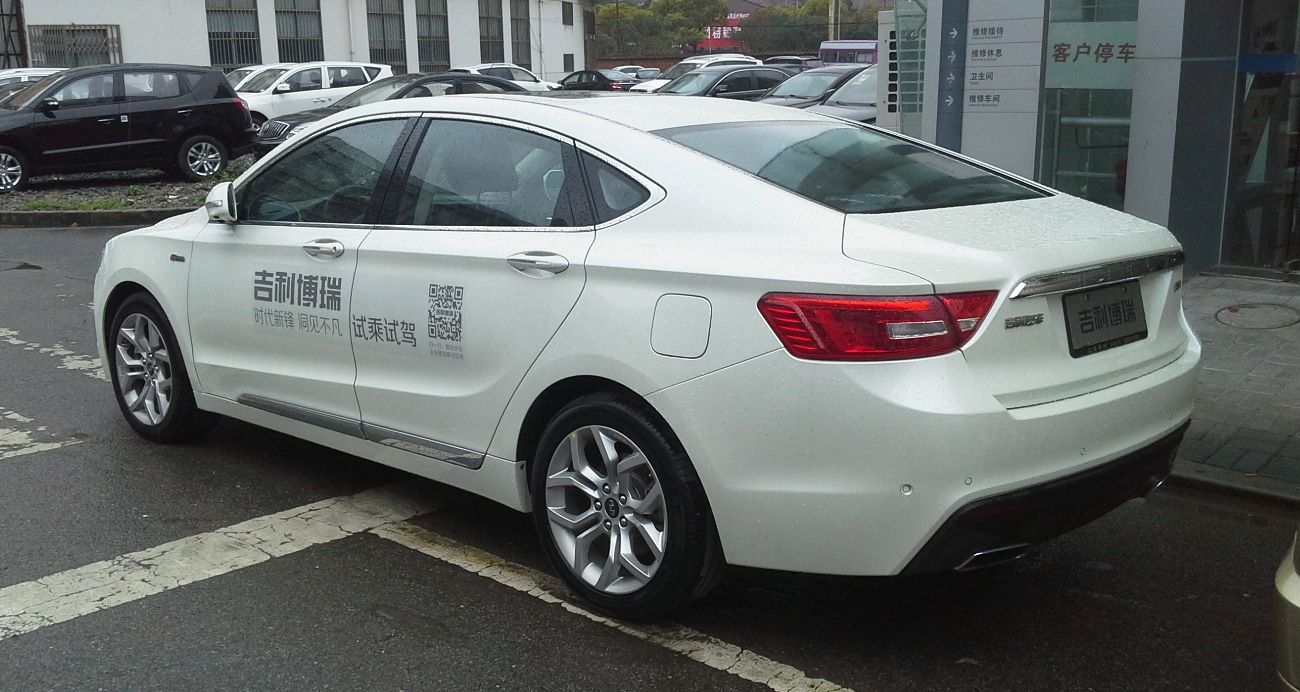
Geely Borui

## Motorisation
La Geely Borui dispose de trois moteurs essence :
- 4 cyl. 2.4 L 162 ch.
- 4 cyl. 1.8 L Turbo 163 ch.
- V6 3.5 L 275 ch.

## Ventes en Chine
| Année          | Ventes  | Différence           |
| -------------- | ------- | -------------------- |
| 2015 (9 mois)  | 32 562  |                      |
| 2016           | 51 828  | +59,2%               |
| 2017           | 42 760  | -17,5%               |
| 2018 (11 mois) | 19 128  | -49,7% (sur 11 mois) |
| Total          | 146 278 |                      |

La Geely Borui a été lancée en avril 2015.